# Руфъс 2
Вижте пояснителната страница за други значения на Руфъс.
„Руфъс 2“ (на английски: Rufus 2) е американски телевизионен комедиен филм и продължение на „Руфъс“ (2016), който е излъчен премиерно по Nickelodeon на 16 януари 2017 г. Режисьор е Савидж Стийв Холанд, сценарият е на Бил Моц и Боб Рот, и във филма участват Джейс Норман, Дейвис Клийвланд и Хейли Тджу.

## Актьорски състав
- Джейс Норман – Руфъс[1]
- Дейвис Кливланд – Мани Гарсия[1]
- Хейли Тджу – Пейдж[1]
- Джейд Петиджон – Кет[1]
- Диего Мартинес-Тау – Кид[1]
- Калвин Офансон – Били Бигс[1]
- Уесли Солтър – Господин С[1]
- Амитай Марморщейн – Скот[1]
- Чад Райли – Бащата[1]
- Лиса Дурупт – Майката[1]
- Лилиам Лим – госпожа Румстич[1]
- Дариън Провост – Девън[1]
- Ана Галвин – Възрастната Кет[1]
- Лорън Кобек – госпожа Дингъл[1]
- Нилс Хогнестад – Пиратски сервитьор[1]
- Ерика Форест – Актриса[1]
- Лизи Бойс – Дарла[1]
- Принцес Дейвис – Момиче[1]

## В България
В България филмът е излъчен по локалната версия на „Никелодеон“ на 16 април 2017 г.
По-късно е достъпен в стрийминг платформата SkyShowtime.

### Нахсинхронен дублаж
| Роля              | Изпълнител               |
| ----------------- | ------------------------ |
| Руфъс             | Владимир Зомбори         |
| Мани Гарсия       | Лорина Камбурова         |
| Пейдж             | Августина-Калина Петкова |
| Кет               | Августина-Калина Петкова |
| Били Бигс         | Анатолий Божинов         |
| Девън             | Камен Асенов             |
| Сервитьор         | Камен Асенов             |
| Възрастната Кет   | Василка Сугарева         |
| Катерица          | Василка Сугарева         |
| Учителка по химия | Василка Сугарева         |
| Скот              | Георги Стоянов           |

| Обработка              | Александра Аудио |
| ---------------------- | ---------------- |
| Изпълнителен продуцент | Васил Новаков    |